# Dallas Cowboys 1981
La stagione 1981 dei Dallas Cowboys è stata la 22ª della franchigia nella National Football League. La squadra terminò come l'anno precedente con un record di 12-4 tornando a vincere la propria division dopo sei stagioni. Per il secondo anno consecutivo fu eliminata nella finale della NFC con il famoso passaggio di Joe Montana per Dwight Clark, passato alla storia come "The Catch".

## Scelte nel Draft 1981
| Scelte dei Cowboys nel Draft 1981 |        |                 |       |                  |
| Giro                              | Scelta | Giocatore       | Ruolo | College          |
| 1                                 | 26     | Howard Richards | OT    | Missouri         |
| 2                                 | 53     | Doug Donley     | WR    | Ohio State       |
| 3                                 | 81     | Glen Titensor   | G     | BYU              |
| 4                                 | 91     | Scott Pelluer   | LB    | Washington State |
| 4                                 | 108    | Derrie Nelson   | LB    | Nebraska         |
| 5                                 | 137    | Danny Spradlin  | LB    | Tennessee        |
| 6                                 | 163    | Vince Skillings | DB    | Ohio State       |
| 7                                 | 173    | Ron Fellows     | CB    | Missouri         |
| 7                                 | 191    | Ken Miller      | DB    | Eastern Michigan |
| 8                                 | 218    | Paul Piurowski  | LB    | Florida State    |
| 9                                 | 246    | Mike Wilson     | WR    | Washington State |
| 10                                | 273    | Pat Graham      | DT    | California       |
| 11                                | 302    | Tim Morrison    | G     | Georgia          |
| 12                                | 329    | Nate Lundy      | WR    | Indiana          |

### Undrafted free agents
| Undrafted Free Agents 1981 |       |                      |
| Giocatore                  | Ruolo | College              |
| Michael Downs              | S     | Rice                 |
| Angelo King                | LB    | South Carolina State |
| Everson Walls              | CB    | Grambling State      |
| Steve Wright               | OT    | Northern Iowa        |

## Staff
| Staff dei Dallas Cowboys |
| --- |
| Organi dirigenziali - Proprietario – Clint Murchison Jr. - Presidente – ... - General manager – Tex Schramm - Direttore senior delle operazioni del football/amministrazione del football – ... - Direttore del salary cap & contratti dei giocatori – ... - Vice presidente del personale dei giocatori – ... - Direttore degli osservatori dei college – ... - Direttore degli osservatori dei professionisti – ... - Assistente direttore osservatori dei college – ... Capo allenatore - Tom Landry - Assistente c.a. – ... Altri allenatori - Preparatore atletico – ... - Assistente p.a. – ... - Assistente p.a. – ... Allenatori dell'attacco - Coordinatore offensivo – ... - Quarterback – John Mackovic - Running back – ... - Wide receiver – ... - Tight end – ... - Offensive line – ... - Assistente offensive line – ... - Controllo qualità attacco – ... Allenatori della difesa - Coordinatore difensivo – ... - Defensive line – .... - Assistente defensive line – ... - Linebacker – ... - Secondary/gioco sui passaggi – ... - Defensive back – ... - Assistente difesa senior – ... - Controllo qualità difesa – ... Allenatori dello special team - Coordinatore dello special team – ... - Assistente special team – ... - Assistente – ... |

## Calendario

### Stagione regolare
| Turno | Data       | Avversario              | Risultato | Pubblico |
| ----- | ---------- | ----------------------- | --------- | -------- |
| 1     | 6/9/1981   | at Washington Redskins  | V 26–10   | 55,045   |
| 2     | 13/9/1981  | St. Louis Cardinals     | V 30–17   | 63,602   |
| 3     | 21/9/1981  | at New England Patriots | V 35–21   | 60,311   |
| 4     | 27/9/1981  | New York Giants         | V 18–10   | 63,449   |
| 5     | 4/10/1981  | at St. Louis Cardinals  | S 20–17   | 49,477   |
| 6     | 11/10/1981 | at San Francisco 49ers  | S 45–14   | 57,574   |
| 7     | 18/10/1981 | Los Angeles Rams        | V 29–17   | 64,649   |
| 8     | 25/10/1981 | St. Louis Rams          | V 28–27   | 64,221   |
| 9     | 1/11/1981  | at Philadelphia Eagles  | V 17–14   | 72,111   |
| 10    | 9/11/1981  | Buffalo Bills           | V 27–14   | 62,583   |
| 11    | 15//1981   | at Detroit Lions        | S 27–24   | 79,694   |
| 12    | 22/11/1981 | Washington Redskins     | V 24–10   | 64,587   |
| 13    | 26/11/1981 | Chicago Bears           | V 10–9    | 63,499   |
| 14    | 6/12/1981  | at Baltimore Colts      | V 37–13   | 54,871   |
| 15    | 13/12/1981 | Philadelphia Eagles     | V 21–10   | 64,955   |
| 16    | 19/12/1981 | at New York Giants      | S 13–10   | 73,009   |

### Playoff
| Turno            | Data      | Avversario             | Risultato | Pubblico |
| ---------------- | --------- | ---------------------- | --------- | -------- |
| Divisional       | 2/1/1982  | Tampa Bay Buccaneers   | V 38–0    | 64,848   |
| NFC Championship | 10/1/1982 | at San Francisco 49ers | S 28–27   | 60,525   |